# Hallum
Hallum est un village de la commune néerlandaise de Noardeast-Fryslân, situé dans la province de Frise.

## Géographie
Le village est situé dans le nord de la Frise, à 16 km à l'ouest de Dokkum.

## Histoire
Le village a été fondé sur une butte élevée sur une crête d'un marais salant. Ce terp de forme radiale était déjà habitée plusieurs siècles avant l'ère chrétienne. En 2007, des vestiges des IVe et Ve siècles ont été découverts dans ce terp à Hallum. L'emplacement est devenu disponible pour des fouilles archéologiques grâce à la démolition d'une ancienne biscuiterie, à moitié construite sur le tertre artificiel.
Au Moyen Âge, le monastère norbertin Mariëngaarde était situé au sud du hameau de Hallumerhoek. Il y avait peut-être des habitations sur le monticule dès le XIe siècle, l'Offingastate. Cela fut démantelé en 1738. Le lieu était mentionné sous le nom de Hallem aux XIIIe et XVIe siècles. Au XIVe siècle, le lieu était mentionné comme Hallim et en 1491, comme Hallum.
Le nom de lieu indiquerait le fait qu'un lieu de résidence (heem/um) appartenait ou était habité par un certain Halle. Bien que l'on pense également qu'il fait peut-être référence au lieu de résidence situé dans un coin ou à proximité d'un coin de terrain.
Hallum fait partie de la commune de Ferwerderadiel avant le 1er janvier 2019, où celle-ci est supprimée et fusionnée avec Dongeradeel et Kollumerland en Nieuwkruisland pour former la nouvelle commune de Noardeast-Fryslân.

## Démographie
Le 1er janvier 2018, le village comptait 2 705 habitants.